# Foute Vrienden (RTL)
Foute Vrienden is een komisch televisieprogramma op het Nederlandse televisiekanaal RTL 5. Op 26 maart 2012 ging het programma van start bij Veronica onder de naam De Fukkers met Tim Haars, Tess Milne, JayJay Boske en Sjaak van de Es. Op 12 maart 2015 kwam het programma terug bij concurrent RTL met een nieuwe samenstelling. Het concept is afkomstig van de Impractical Jokers uit de Verenigde Staten. 
Ook bestond er een Vlaamse versie van het televisieprogramma.

## De Fukkers - Veronica
Het programma - destijds onder de titel De Fukkers - had in de oorspronkelijke samenstelling een groepje Veronica-presentatoren. Presentator Tim Haars nam zijn 'vrienden' Tess Milne, JayJay Boske en Sjaak van Es mee.

## Foute Vrienden - RTL5
Het programma draaide in het eerste en tweede RTL-seizoen om de vier komieken Klaas van der Eerden (verliet het programma na het tweede RTL-seizoen), Pepijn Gunneweg, Pim Muda en Albert Jan van Rees, die elkaar gênante opdrachten geven. Om de beurt voert een van hen een opdracht uit, terwijl de andere drie via een verborgen oortje zeggen wat hij moet doen. Per aflevering wordt bepaald wie van de vier zijn opdrachten het minst goed heeft uitgevoerd en daarmee de aflevering verloren heeft. De opdracht van de "verliezer" is meestal het ergste. Bij een gelijkspel kiezen de twee overige wie de straf krijgt. Vanaf het derde RTL-seizoen is het aantal komieken uitgebreid naar zes en zijn Leo Alkemade, Tim Kamps en Alex Ploeg ook onderdeel van het programma. Na het derde RTL-seizoen verliet Alex Ploeg het programma en keerde Klaas van der Eerden terug in het vierde RTL-seizoen. Tijdens het vijfde RTL-seizoen gaan Klaas van der Eerden, Pepijn Gunneweg, Pim Muda en Albert Jan van Rees op vakantie, naar Curaçao. Op 5 september 2019 ging daarmee het vijfde RTL-seizoen van start.
| Klaas van der Eerden |
| Pepijn Gunneweg      |
| Pim Muda             |
| Albert Jan van Rees  |
| Leo Alkemade         |
| Tim Kamps            |
| Alex Ploeg           |

## Foute Vriendinnen - RTL5
In mei 2018 is Foute Vriendinnen van start gegaan, een vrouweneditie van Foute Vrienden. De deelnemers zijn ditmaal Ilse Warringa, Jelka van Houten, Anne-Marie Jung, Tina de Bruin en Anniek Pheifer. Nederland is het eerste land dat een vrouweneditie van de serie heeft gemaakt.
| Deelnemer        | Deelname         |
| Deelnemer        | Seizoen 1 (2018) |
| ---------------- | ---------------- |
| Ilse Warringa    |                  |
| Jelka van Houten |                  |
| Anne-Marie Jung  |                  |
| Anniek Pheifer   |                  |
| Tina de Bruin    |                  |